# Анна Елизабет фон Йотинген-Йотинген
Вижте пояснителната страница за други личности с името Анна фон Йотинген.
Анна Елизабет фон Йотинген-Йотинген (на немски: Anna Elizabeth von Oettingen-Oettingen; * 3 ноември 1603, Йотинген; † 3 юни 1673, Биркенфелд) е графиня от Йотинген-Йотинген-Харбург в Швабия, Бавария, и чрез женитби графиня на Папенхайм, Лайнинген-Дагсбург-Харденбург и пфалцграфиня и херцогиня на Пфалц-Биркенфелд.

## Произход
Дъщеря е на граф Лудвиг Еберхард фон Йотинген-Йотинген (1577 – 1634) и съпругата му графиня Маргарета фон Ербах (1576 – 1635), дъщеря на граф Георг III фон Ербах (1548 – 1605) и втората му съпруга графиня Анна фон Золмс-Лаубах (1557 – 1586).
Тя умира на 3 юни 1673 г. в Биркенфелд, Рейнланд-Пфалц на 69 години.

## Фамилия
Първи брак: на 24 юни 1629 г. в Тройхтлинген, Бавария, за фелдмаршал граф Готфрид Хайнрих фон Папенхайм (29 май 1594, Тройхтлинген; † 16 или 17 ноември 1632, Лайпциг), син на маршал Файт фон Папенхайм, господар на Тройхтлинген († 1607) и Мария Салома фон Прайзинг († 1657). Той е главнокомандващ на войската на Католическата лига в Тридесетгодишната война. Тя е втората му съпруга. Бракът е бездетен.
Втори брак: на 11 юни 1642 г. за граф Йохан Филип II фон Лайнинген-Дагсбург-Харденбург (26 април 1588 – 25 април 1643). Тя е третата му съпруга. Бракът е бездетен.
Трети брак: на 7 март 1649 г. в замък Харбург за пфалцграф и херцог Георг Вилхелм фон Биркенфелд (16 август 1591 – 25 декември 1669). Тя е третата му съпруга. Бракът е бездетен.